# 陈和生
陈和生（1946年8月—），男，祖籍福建福州，生于湖北武汉，中国粒子物理学家，中国科学院院士，中国科学院高能物理研究所前所长。

## 生平
陈和生于1970年毕业于北京大学原子核物理专业。此后曾在武汉市自动化研究所工作。1978年赴中国科学院高能物理研究所读研究生。1979年起前往德国汉堡电子同步加速器研究中心，在丁肇中领导的马克·杰（Mark-J）探测器合作组工作。1982年赴美国留学，1984年获麻省理工学院物理系博士学位。回国后又在中国科学院高能物理研究所从事博士后研究。1992年晋升研究员，2005年当选中国科学院数学物理学部院士。1997年出任高能所副所长，1998年至2011年任高能所所长。2008年起担任全国人大代表。
他还曾担任过中国高能物理学会理事长、中国物理学会副理事长、亚洲未来加速器委员会（ACFA）主席、国际未来加速器委员会（ICFA）委员等职。